# Seweryn Obst

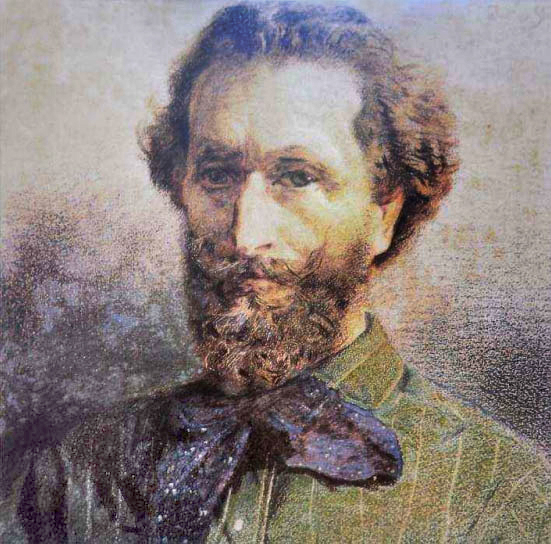
Selbstporträt

Seweryn Leopold Obst (* 29. Dezember 1847 in Nyschnij Beresiw im heutigen Rajon Kossiw, Oblast Iwano-Frankiwsk; † 2. Januar 1917 in Lemberg) war ein polnischer Maler, Grafiker und Ethnograph, dessen Hauptinteresse dem Huzulenland und dessen Einwohnern, den Huzulen, galt.

## Leben
Er besuchte die Volksschule in Jabluniw (Oblast Iwano-Frankiwsk), dann die Realschulen in Iwano-Frankiwsk, Wadowice und Snjatyn.
Von 1865 bis 1871 studierte er an der Akademie der bildenden Künste Wien bei Karl Mayer, Carl Wurzinger, Karl von Blaas und Eduard Engerth. In Wien traf er den polnischen Maler Artur Grottger, mit dem er an der Meisterschule von Christian Ruben studierte.
Zurück in Galizien 1874 beschäftigte er sich mit der Porträtmalerei. Während eines kurzen Aufenthaltes in Krakau schloss er Freundschaft mit Witold Pruszkowski. Er siedelte sich in Schabje und Jaremtsche im Huzulenland an, wo er sich mit der ethnographischen Erforschung der Huzulenvolkskunst beschäftigte. Er malte die Huzulen in ihren Volkstrachten. Er schuf eine bedeutende Sammlung der Erzeugnisse huzulischer Volkskunst und gab einige Alben mit den Zeichnungen dieser Exponate heraus, u. a. Wyroby metalowe włościan na Rusi - Metallarbeiten ruthenischer Bauern - Ouvrages en metaux des paysans ruthéniens - Металеві вироби селян на Русі (1882) und Wzory przemysłu domowego włościan na Rusi - Ornamente der Hausindustrie ruthenischer Bauern - Ornements de l'industrie domestique des paysans ruthéniens - Взори промислу домашного на Русі (1889).
1883 siedelte sich Seweryn Obst in Lemberg an und gründete ein Atelier in der Sakramentek-Straße. Er war auch als Lehrbeauftragter an der Freien Kunstakademie Lemberg tätig.
Er nahm an vielen Kunstausstellungen teil, u. a. in Lemberg, Warschau, Krakau, Kolomyja, Ternopil, Rzeszów, sowie in London. Im März 1912 wurde in Lemberg seine Jubiläumsausstellung eröffnet.
Seit 1910 wohnte er im Altersheim für Künstler der R. Doms-Stiftung in Lemberg. Er wurde auf dem Lytschakiwski-Friedhof bestattet.

## Werke

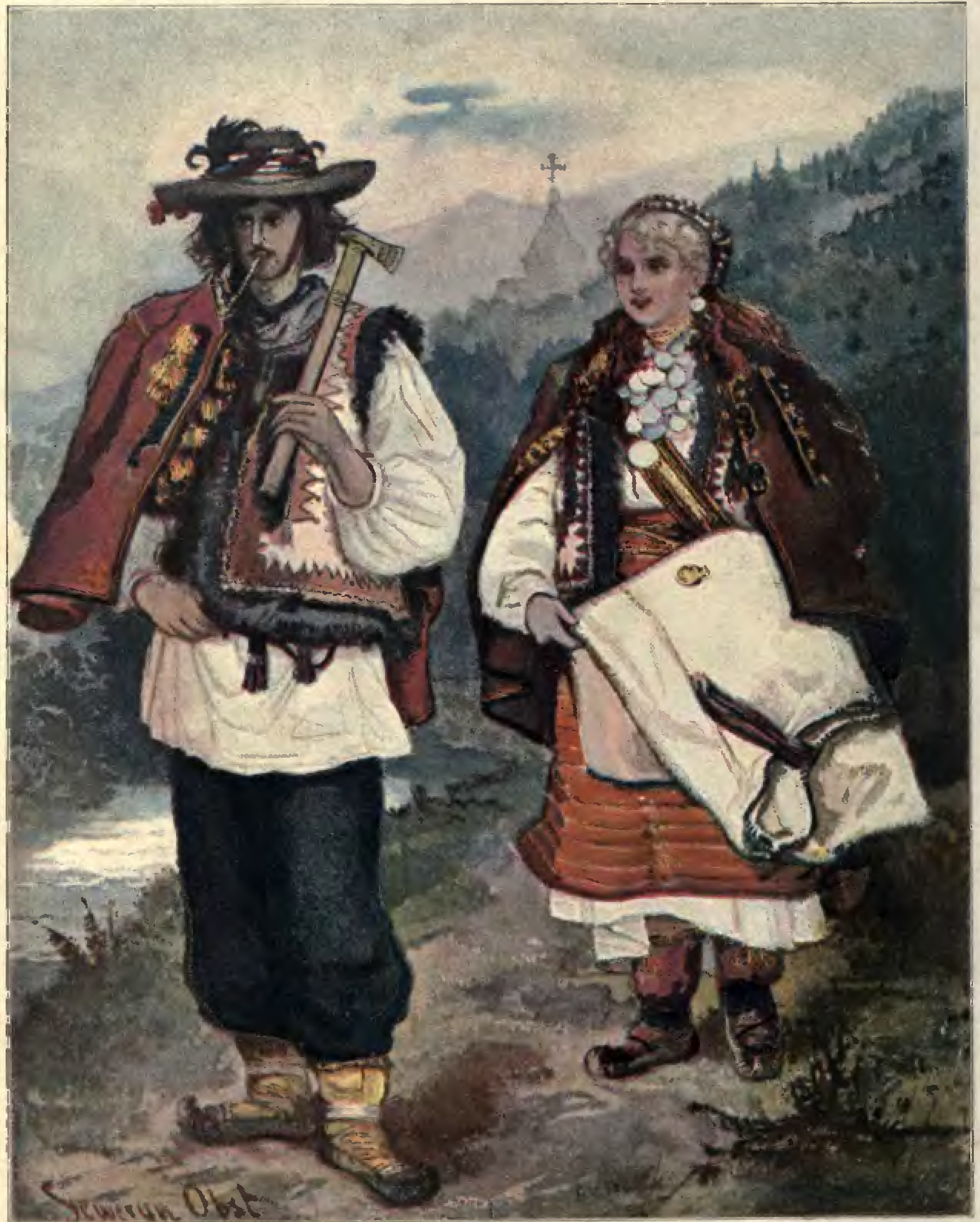
Huzulen
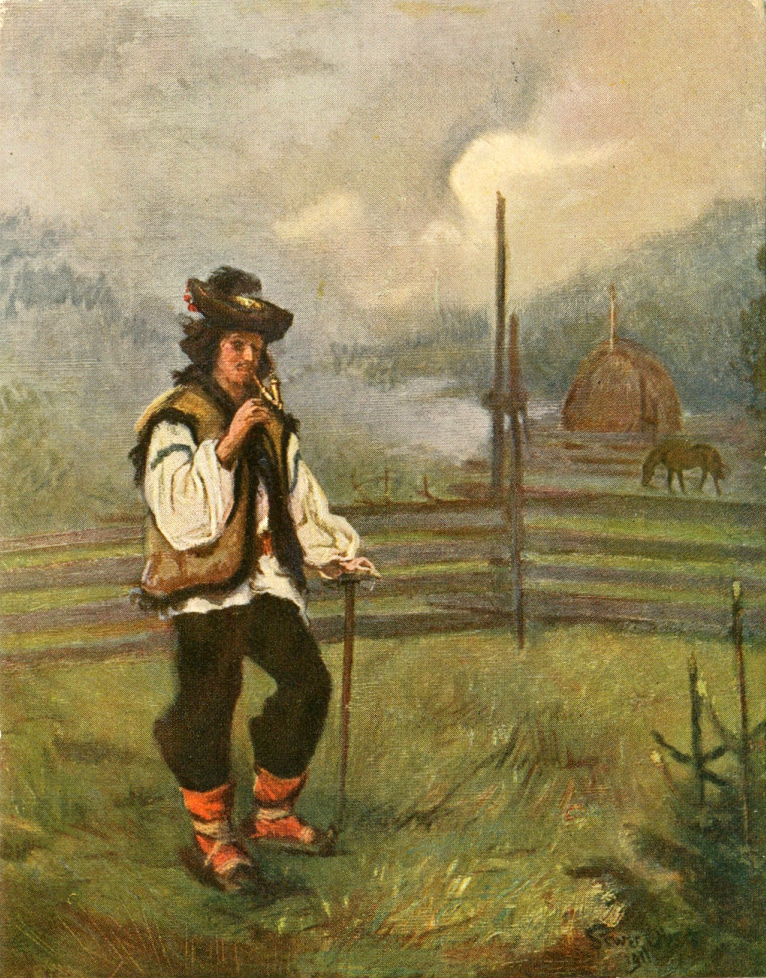
Huzule im Felde
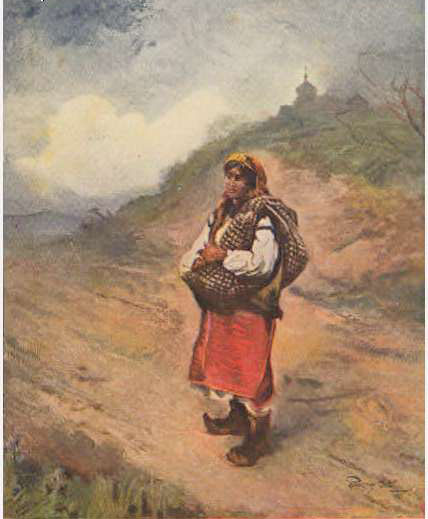
Huzulin
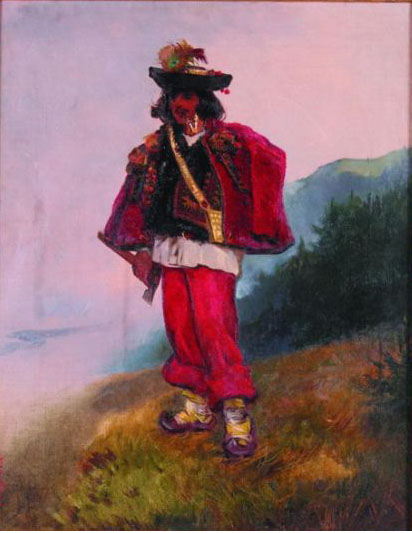
Huzule
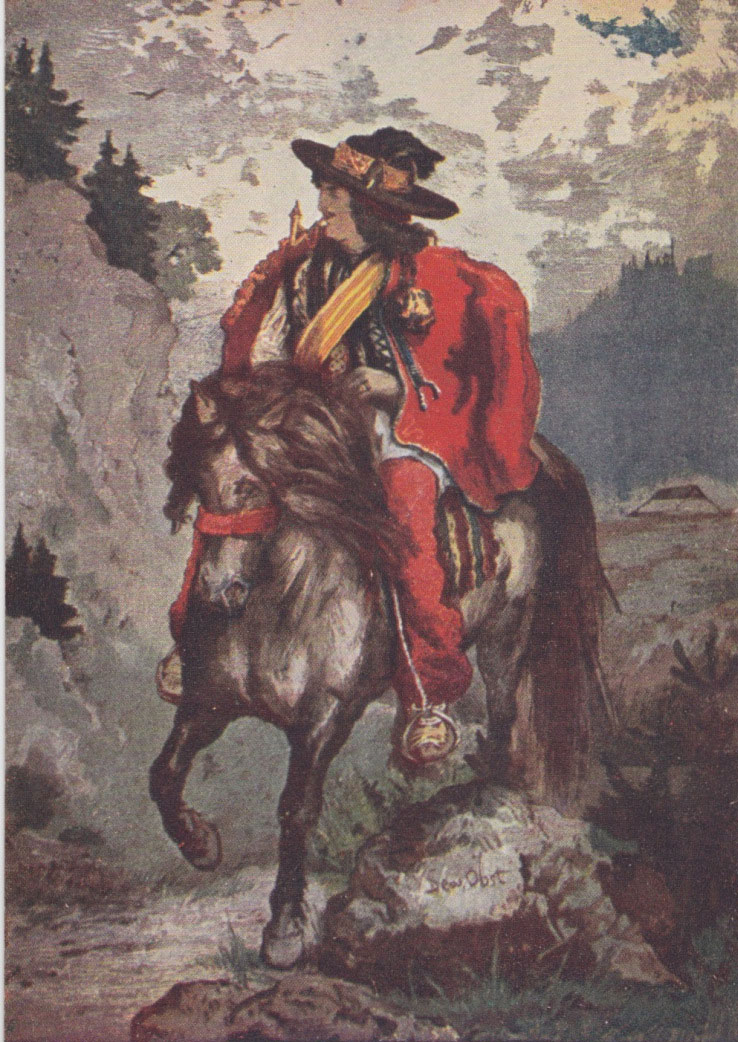
Huzule auf dem Pferde
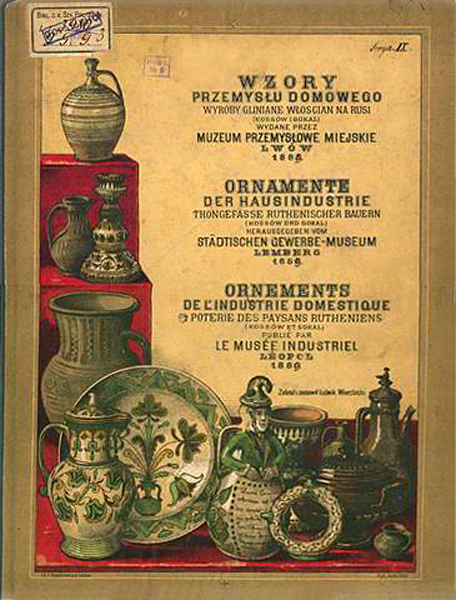
Tongefäße